# Gustav Friedrich von Rosen

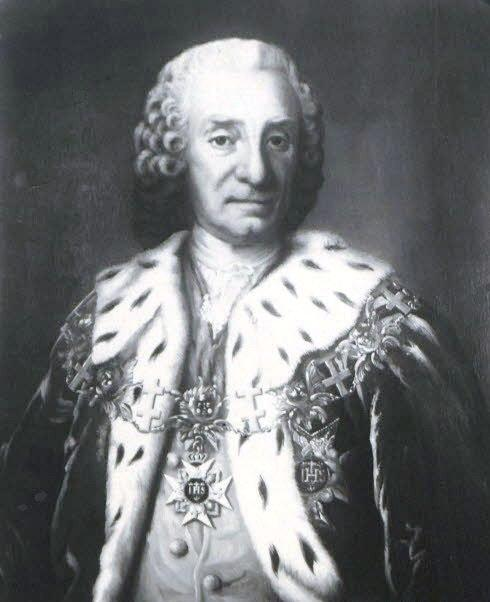
Gustav Friedrich von Rosen

Gustav Friedrich Graf von Rosen (* 6. Juli 1688 in Reval; † 17. Juni 1769 in Stockholm) war ein livländischer General in schwedischen Diensten.

## Leben

### Familie
Gustav Friedrich von Rosen entstammte der Familie von Rosen, er war ein Sohn des estländischen Landrats und Erbherrn auf Sellie, Sonorm und Kui, Hans von Rosen († vor 1701) und der Gräfin Brita Stenbock († nach 1711). Er vermählte sich mit zunächst Sophia Lovisa Wachtmeister († 1729), ein weiteres Mal mit Ebba Margaretha Banér († 1731) und schließlich ein drittes Mal mit Teodora Beata von Dücker (* 1712). Aus zweiter Ehe hatte er einen Sohn Friedrich Ulrich von Rosen (1731–1793). Die von ihm somit gestiftete gräfliche Linie derer von Rosen blüht noch gegenwärtig in Schweden.

## Laufbahn
Gustav Friedrich, der seine Güter um Reval und Narva hatte, trat in schwedische Kriegsdienste, begleitete 1709 Karl XII. in die Türkei, verteidigte denselben in Warnitza bei Bender gegen die Türken und folgte ihm 1714 nach Stralsund. Hier konnte er 1715 König Karl aus einer sehr gefährlichen Situation erretten, was ihm 1716 in Norwegen ein zweites Mal gelang. Er wurde 1717 Gouverneur von Karlskrona. 1722 zum Generalmajor befördert, trat er der Partei der Hüte bei. 1731 wurde Rosen in den schwedischen Freiherrnstand gehoben. Von 1739 bis 1765 war Rosen Reichsrat und von 1747 bis 1751 Generalgouverneur in Finnland. Ebenfalls 1751 erfolgte die Hebung in den schwedischen Grafenstand. Er war Oberbefehlshaber der schwedischen Armee in Pommern im Pommerschen Krieg 1757/58.